# Торфяное (Приозерский район)
Торфяное (до 1947 года Куннианниеми, фин. Kunnianniemi)) — посёлок в Мельниковском сельском поселении Приозерского района Ленинградской области.

## Название
В буквальном переводе с финского топоним Куннианниеми означает «Мыс Чести», однако первичным является русский топоним Кунье.
10 июля 1947 года исполком Тиурийского сельсовета, со ссылкой на постановление общего собрания колхозников колхоза «Кировец», принял решение о присвоении деревне Куннианниеми наименования Торфяная. Смежной деревне Конница одновременно с этим было присвоено наименование Приозерная.

## История
Деревни Кунье у озера у Кимервы и Куньевская Лахта у Кимервы отмечены в писцовой книге Водской пятины 1539 года.
- Деревня Куннианниеми на финской карте 1923 года

До 1939 года деревня Куннианниеми входила в состав волости Пюхяярви Выборгской губернии Финляндской республики.
С 1 января 1940 года — в составе Карело-Финской ССР.
С 1 августа 1941 года по 31 июля 1944 года финская оккупация.
С 1 ноября 1944 года, деревня Куннианниеми учитывается в составе Таурийского сельсовета Кексгольмского района Ленинградской области.
С 1 октября 1948 года в составе Васильевского сельсовета Приозерского района.
С 1 января 1949 года она учитывается как посёлок Торфяное. В ходе укрупнения хозяйства с посёлком были объединены соседние селения Приозерная, Тонтела и Эйеля.
С 1 июня 1954 года — в составе Кротовского сельсовета.
С 1 февраля 1963 года — в составе Выборгского района.
С 1 января 1965 года — вновь в составе Приозерского района. В 1965 году население посёлка составляло 242 человека.
По данным 1966 года посёлок Торфяное входил в состав Кротовского сельсовета.
По данным 1973 и 1990 годов посёлок Торфяное входил в состав Мельниковского сельсовета.
В 1997 году в посёлке Торфяное Мельниковской волости проживали 166 человек, в 2002 году — 124 человека (92 % — русские).
В 2007 году в посёлке Торфяное Мельниковского СП проживали 108 человек, в 2010 году — 119 человек.

## География
Посёлок расположен в северной части района на автодороге 41К-154 (Торфяное — Заостровье).
Расстояние до административного центра поселения — 22 км.
Расстояние до ближайшей железнодорожной станции Отрадное — 12 км.
Посёлок находится на северном берегу Комсомольского озера. В трёх километрах к юго-востоку располагается бессточное озеро Оленино.

## Демография
| 2007 | 2010 | 2017 |
| ---- | ---- | ---- |
| 108  | ↗119 | ↘112 |

## Фото
- Центр посёлка
- Центр посёлка
- Строящаяся часовня

## Улицы
Береговая, Весёлая, Заречная, Лесная, Луговая, Озёрная, Рябиновая, Солнечная, Центральная.